# 芭芭拉·米庫斯基
芭芭拉·安·米庫斯基（英語：Barbara Ann Mikulski；1936年7月20日—），是一位美國民主黨政治人物，1987年至2017年任馬里蘭州美國參議院議員。此前她在美國眾議院議員馬里蘭州第三國會選區擔任眾議員，是美國國會中任職時間最長的女性。
米庫斯基在東巴爾的摩高地城，就讀於蒙特聖艾格尼絲學院和馬里蘭大學社會工作學院。作為一社會工作者和社區組織者，她在1971年在美國的“民族運動”後當選巴爾的摩市議會議員。1976年，她當選為聯邦眾議員，並於1986年成為第一位馬里蘭州聯邦女性參議員。
參議員丹尼爾·井上死後的2012年到2015年期間，米庫斯基領導參議院撥款委員會，是第一名女性和第一名馬里蘭州聯邦參議員出任此職務。現時，她是少數黨派的議員，同時是健康、教育、勞工與養老金委員會和情報委員會的成員。
在五次任期以後，米庫斯基在2015年3月2日宣布她將在第114屆聯邦國會任期完結後退休。

## 外部連結
- 芭芭拉·米庫斯基參議院官方網站
- 芭芭拉·米庫斯基參議員競選網站 （页面存档备份，存于）
- 中的“芭芭拉·米庫斯基”
- C-SPAN內的頁面（英文）

| 美国众议院               | 美国众议院                                                                         | 美国众议院              |
| ------------------------ | ---------------------------------------------------------------------------------- | ----------------------- |
| 前任者： 保羅·薩班斯     | 馬里蘭州第三國會選區 眾議院議員 1977年－1987年                                     | 繼任者： 班·卡定        |
| 政党职务                 |                                                                                    |                         |
| 前任者： 威廉·科恩       | 美國參議員馬里蘭州民主黨被提名人 （第3類） 1986年、1992年、1998年、 2004年、2010年 | 繼任者： 克里斯·范·荷倫 |
| 前任者： 大衛·普萊爾     | 參議院民主黨會議秘書 1995年－2005年                                                | 繼任者： 黛比·史戴比拿  |
| 美国参议院               |                                                                                    |                         |
| 前任者： 查爾斯·馬蒂亞斯 | 馬里蘭州第3類參議員 1987年－2017年 與保羅·薩班斯、班·卡定同時在任                  | 繼任者： 克里斯·范·荷倫 |
| 前任者： 丹尼爾·井上     | 參議院撥款委員會主席 2012年－2015年                                                | 繼任者： 泰德·柯克蘭    |